# Ali Kušči
Alaudin Ali Ibn Mohamed Samarkandi, bolj znan kot mula Ali Kušči (osmansko turško in perzijsko علی قوشچی, kuşçu – turško sokolar, latinsko Ali Kushgii), je bil turški astronom, matematik in naravoslovec, rojen v Samarkandu, ki se je malo pred letom 1472  preselil v Osmansko cesarstvo, * 1403,  Samarkand, Timuridsko cesarstvo,  † 16. december 1474, Istanbul, Osmansko cesarstvo.
Ali Kušči je bi Ulugbegov učenec. Znan je zlasti po razvoju astronomske fizike, neodvisne od naravne filozofije in empiričnem dokazu vrtenja Zemlje. Svoje ugotovitve je objavil v razpravi Domnevna odvisnost astronomije od filozofije. Razen tega, da je sodeloval pri Ulugbegovem slavnem delu Zidž-i-Sultani in ustanovitvi medrese Sahn-ı Seman, ene od prvih središč za študij različnih tradicionalnih islamskih znanosti v Osmanskem kalifatu, je Ali Kušči tudi avtor več znanstvenih del in učbenikov astronomije.

## Življenje
Rodil se je v Samarkandu v sedanjem Uzbekistanu  leta 1403. Njegovo rojstno ime je bilo Ala al-Dīn Ali ibn Muhammed al-Qushji. Zadnji del imena,  Qushji, izhaja iz turške besede  kuşçu – sokolar, ker je bil njegov oče Ulugbegov dvorni sokolar. Nekateri viri ga štejejo za Turka,   drugi za Perzijca.
V mladosti je prisostvoval predavanjem Kazizadeja Rumija, Gijasedina Al Kašija in Muina Al Kašija. Iz Samarkanda se je preselil v Kerman, kjer je opravil nekaj raziskav neviht v Omanskem zalivu. Dokončal je razpravi Razlage Luninih men (Hall-e Eškal-i Ghamar) in Šarh-e Tajrid. Iz Kermana je odšel v Herat in leta 1423 poučeval astronomijo. Iz Herata se je vrnil v Samarkand, kjer je Ulug Begu predstavil svoje raziskave Lune. Sultan je bil menda tako navdušen, da je celo razpravo prebral stoje. Ulug Beg ga je zadolžil za Ulugbegov observatorij, ki se je takrat imenoval Samarkandski observatorij. Kuši je v observatoriju delal do Ulugbegovega umora.
Po Ulugbegovi smrti je odšel v Herat, Taškent in nazadnje v Tabriz, od koder ga je akkonjukluški sultan Uzun Hasan kot svojega odposlanca poslal k osmanskemu  sultanu Mehmedu II. V tistem času je v Heratu zavladal sultan Husein Bajkara, vendar se je Ali Bahči zaradi Mehmedove naklonjenosti znanstvenikom in intelektualcem kjub temu raje odločil za odhov v Istanbul.

## Dela

### Teologija
- Komentar al-Tusis Tadschrid-al-'Aqaid (teološka razprava)

### Astronomija
- Şerh-i Zîc-i Uluğ Bey (Razlaga Ulugbegovega horoskopa)[10]

Nekaj rokopisov tega dragocenega horoskopa, napisanega večinoma v perzijskem jeziku, se hrani v svetovnih muzejih in knjižnicah.
- Risâle fî Halli Eşkâli Mu‘addili’l-Kamer li'l-Mesîr (Fâide fî Eşkâli ‘Utârid)
- Risâle fî Asli'l-Hâric Yumkin fî's-Sufliyyeyn
- Şerh ‘ale't-Tuhfeti'ş-Şâhiyye fî'l-Hey'e
- Risulah dar 'ilm al-Hay'a (Razprava o astronomiji), komentar o at-Tusis Al-Tadhkirah fi'ilm al-hay'ah el-Fethiyye fî ‘İlmi'l-Hey'e
- Risâle fî Halli Eşkâli'l-Kamer

### Matematika
- Risâletu'l-Muhammediyye fî'l-Hisâb[10]

Razprava je posvečena sultanu Mehmedu II. Sestavljena je iz dveh delov. V prvem delu v petih ločenih esejih preučuje uporabo aritmetike astronomov v staroindijski aritmetiki in njihovo funkcionalnost pri reševanju polinomov drugega reda, se pravi kvadratnih enačb. V njej razlaga tudi nekaj tém iz algebre in nekaj principov, tesno povezanih z aritmetiko. V drugem delu v treh esejih opisuje  način merjenja različnih krivulj in ploščin dvodimenzionalnih in sfernih likov.
- Risulah dar 'ilm al-Hisab  (Tehtnica aritmetike)[10]

Knjiga je napisana v perzijskem jeziku. Kušči v njej predstavlja temeljne smernice staroindijske astronomske in površinske aritmetike.

### Islamsko pravo
- Eş-Şerhu'l-Cedîd ale't-Tecrîd
- Hâşiye ale't-Telvîh
- Unkud-üz-Zevahir fi Nazm-ül-Cevahir

### Mehanika
- Tezkire fî Âlâti'r-Ruhâniyye

### Jezikoslovje
- Şerhu'r-Risâleti'l-Vadiyye
- El-İfsâh
- El-Unkûdu'z-Zevâhir fî Nazmi'l-Cevâhir
- Şerhu'ş-Şâfiye
- Risâle fî Beyâni Vadi'l-Mufredât
- Fâ'ide li-Tahkîki Lâmi't-Ta'rîf
- Risâle mâ Ene Kultu
- Risâle fî'l-Hamd
- Risâle fî İlmi'l-Me'ânî
- Risâle fî Bahsi'l-Mufred
- Risâle fî'l-Fenni's-Sânî min İlmihal-Beyân
- Tefsîru'l-Bakara ve Âli İmrân
- Risâle fî'l-İstişâre
- Mahbub-ül-Hamail fi keşif-il-mesail
- Tecrid-ül-Kelam

## Vira
- G. Saliba. A History of Arabic Astronomy: Planetary Theories During the Golden Age of Islam. New York Univ. Press, 1994, ISBN 0-8147-7962-X.
- Ragep, F. Jamil (2001a). Tusi and Copernicus: The Earth's Motion in Context. Science in Context, Cambridge University Press, 14 (1–2): 145–163, doi: 10.1017/s0269889701000060